# 丹尼尔·吉布森
丹尼尔·海勒姆·吉布森（英語：Daniel Hiram Gibson，1986年2月27日—），出生於德克萨斯州休士頓，美国职业篮球运动员。
他在2008新秀挑戰賽中取得了33分，拿到了MVP稱號。